# Hermann Kesten
Hermann Kesten (Pidvolochysk, 28 gennaio 1900 – Riehen, 3 maggio 1996) è stato un romanziere, drammaturgo e editore tedesco.
È stato uno dei principali esponenti del movimento letterario della Nuova Obiettività (Neue Sachlichkeit) nella Germania degli anni venti del Novecento.

## Biografia
Hermann Kesten era figlio di un piccolo commerciante galiziano di religione ebraica e di cittadinanza austro-ungarica il quale nel 1904 si trasferì a Norimberga con la famiglia. Kesten tuttavia non ha mai dato importanza alle proprie origini ebraiche orientali. Dopo aver conseguito la maturità al Melanchthon-Gymnasium di Norimberga, fece studi universitari letterari e storici a Erlangen-Norimberga e Francoforte sul Meno, preparò una tesi di laurea su Heinrich Mann rimasta però incompiuta, e interruppe gli studi nel 1923. Gli furono conferiti i dottorati honoris causa dall'Università di Erlangen-Norimberga nel 1978 e della Università libera di Berlino nel 1982. 

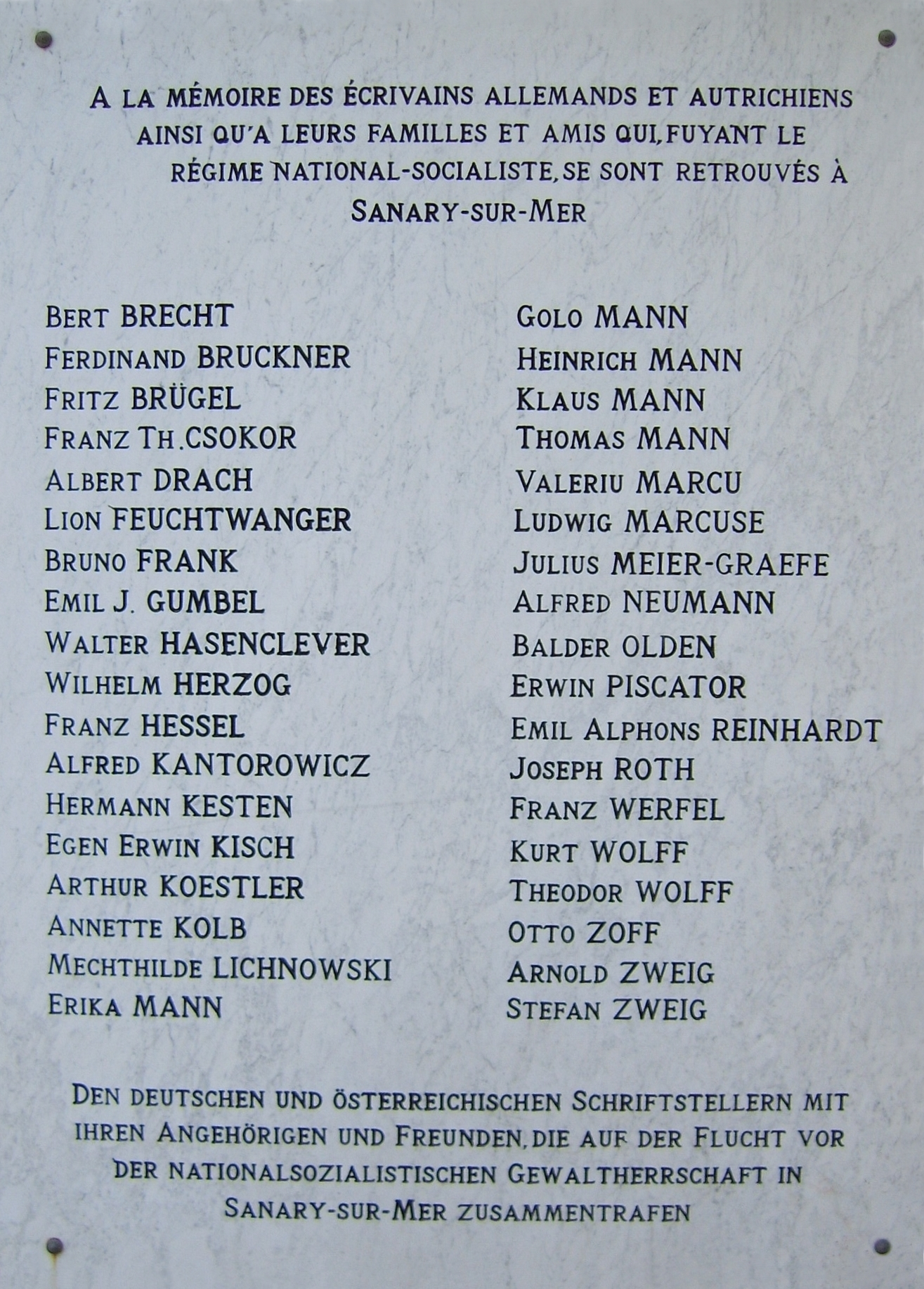
Targa commemorativa degli scrittori tedeschi e austriaci antinazisti, fra cui Hermann Kesten, che si stabilirono a Sanary-sur-Mer

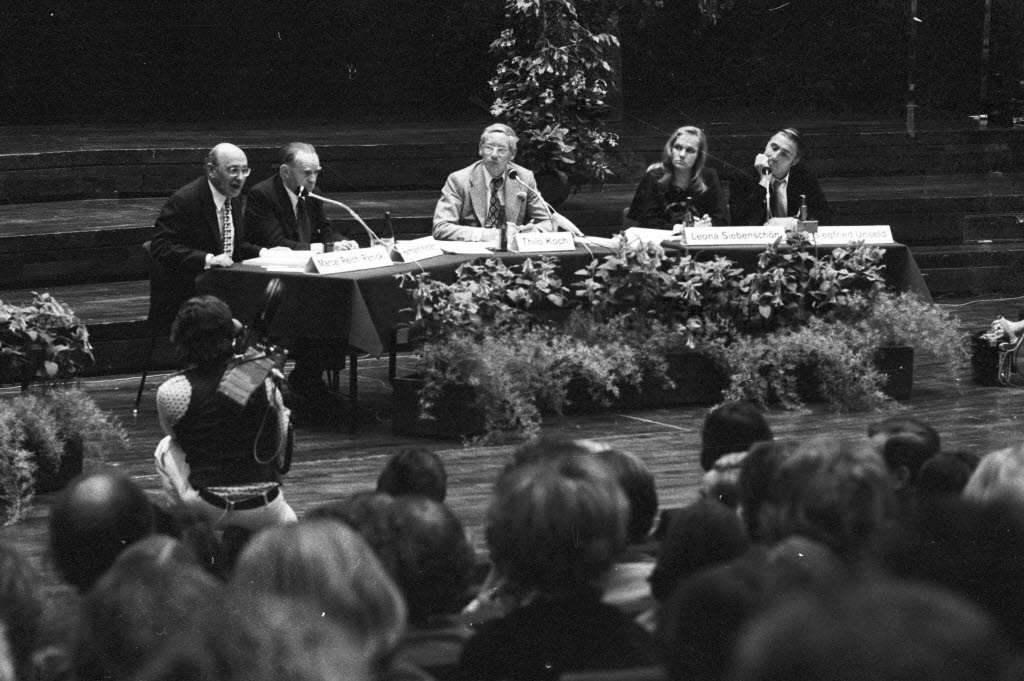
Manifestazione del PEN Club della RFT (1977). Sul podio da sinistra a destra: Marcel Reich-Ranicki, Hermann Kesten, Thilo Koch, Leona Siebenschön, Siegfried Unseld

Si affermò in Germania quale scrittore indipendente a partire dal 1926: in quell'anno pubblicò il romanzo Vergebliche Flucht sulla Frankfurter Zeitung, quindi collaborò a diversi periodici letterari e a case editrici. Nel 1927 si trasferì a Berlino dove divenne consulente e responsabile editoriale della casa editrice «Gustav Kiepenheuer Verlag», fu collega di Landshoff e Walter Landauer e stabilì rapporti personali con numerosi letterati e intellettuali, soprattutto con Erich Kästner. Nel 1927 fu pubblicato dalla Kiepenheuer il suo romanzo Josef sucht die Freiheit, la prima parte di una tetralogia intitolata il titolo Das Ende eines großen Mannes (La fine di un grande uomo) comprendente altri tre romanzi: Ein ausschweifender Mensch (Das Leben eines Tölpels) nel 1928, Glückliche Menschen nel 1931 (traduzione italiana: Gente felice) e Der Scharlatan nel 1932 (traduzione italiana: Il ciarlatano). Nel 1928 fu rappresentata a Kassel Maud liebt beide, la sua prima rappresentazione teatrale. Fino al 1933, oltre a romanzi, Kesten scrisse soprattutto racconti, opere teatrali (in parte in collaborazione con Ernst Toller) e testi giornalistici in importanti testate politiche e culturali della Repubblica di Weimar (Frankfurter Zeitung, Berliner Tageblatt, Die literarische Welt, Die Weltbühne). La sua narrativa era improntata alla Neue Sachlichkeit, il "neorealismo" tedesco degli anni tra il 1920 e il 1930.
Dopo la nomina di Adolf Hitler a Cancelliere (30 gennaio 1933) e il decreto dell'incendio del Reichstag (27 febbraio 1933), nel marzo 1933 Hermann Kesten riuscirà a espatriare in Francia con la moglie Toni Warowitz, stabilendosi dapprima a Parigi, poi a Sanary-sur-Mer e a Nizza nel sud della Francia, quindi a Londra, a Bruxelles, a Ostenda e ad Amsterdam. Nel 1934 condivise per un breve periodo una abitazione a Nizza con Joseph Roth e Heinrich Mann. Ad Amsterdam si riunì a Walter Landauer, divenuto dirigente della divisione dei testi in lingua tedesca della «Allert de Lange», casa editrice di testi della Exilliteratur, spesso in collaborazione con il secondo grande editore olandese dell'Exilliteratur, «Querido Verlag», il cui direttore editoriale era Fritz H. Landshoff. Numerose testimonianze ricordano la sollecitudine e la gentilezza di Landauer e di Kesten nei confronti degli intellettuali tedeschi dell'Exilliteratur. Per esempio, Kesten aiutò spesso anche economicamente Joseph Roth sia in qualità di editore che in qualità di amico personale. Come autore, dopo Der Gerechte (1934), nei primi anni dell'esilio Kesten scrisse la "Trilogia spagnola" di romanzi storici: Sieg der Dämonen: Ferdinand und Isabella (1936), Ich, der König. König Philipp II von Spanien (1938) e Die Kinder von Gernika (1939).
Scoppiata la guerra, nell'ottobre 1939 Hermann Kesten, come la gran parte degli stranieri residenti in Francia, fu internato dalle autorità francesi nei campi di Colombes e del Nièvre; nel 1940 riuscì a raggiungere gli Stati Uniti con un visto turistico. Visse principalmente a New York e nel 1949 ottenne la cittadinanza statunitense. Dal 1940 al 1942 lavorò come "consigliere onorario" nel Comitato di soccorso per il salvataggio degli intellettuali perseguitati dal regime nazista. In una lettera indirizzata a Kesten il 22 febbraio 1941, Stefan Zweig lo definì «Schutzvater [...] aller über die Welt Versprengten» (“il patrono [...] di tutti i dispersi del mondo”).
Terminata la guerra, ritornò in Europa per la riunione a Venezia del PEN International nel settembre 1949, e in quell'occasione si recò anche a Norimberga. Ritornò definitivamente in Europa e nel 1953 si trasferì a Roma, che rimarrà la sua residenza principale fino al 1977. Dal 1972 al 1976 Kesten fu il Presidente della sezione tedesca del PEN Club. Dopo la morte della moglie, avvenuta a Roma il 3 luglio 1977, Kesten si trasferì in Svizzera e trascorse gli ultimi anni della sua vita a Riehen, nei pressi di Basilea, ospite della casa di riposo per ebrei anziani "La Charmille". Morì il 3 maggio 1996 a "La Charmille" e fu sepolto il 7 maggio nel cimitero ebraico di Basilea.

## Riconoscimenti
- Premio Kleist per l'opera prima Josef sucht die Freiheit (1928)
- Socio dell'Akademie der Wissenschaften und der Literatur (Magonza, 1950)
- Socio corrispondente della Deutschen Akademie für Sprache und Dichtung (Darmstadt, 1952)
- Preis für Kunst und Wissenschaft der Stadt Nürnberg (Norimberga, 1954)
- Premio Georg Büchner (1974)
- Premio Nelly Sachs (Dortmund, 1977)
- Dottorato honoris causa dalla Università Friedrich-Alexander di Erlangen-Norimberga (1978)
- Cittadinanza onoraria di Norimberga (1980)
- Dottorato honoris causa dalla Università libera di Berlino, insieme a Fritz H. Landshoff (1982)[21]

## Opere

### Racconti e Romanzi
- (DE) Vergebliche Flucht [Fuga inutile], in Frankfurter Zeitung, 1926.
- (DE) Josef sucht die Freiheit [Josef cerca la libertà], Potsdam, Gustav Kiepenheuer Verlag, 1928.
- (DE) Ein ausschweifender Mensch. Das Leben eines Tölpels [Un uomo dissoluto. La vita di uno sciocco], Potsdam, Gustav Kiepenheuer Verlag, 1929.
- (DE) Glückliche Menschen [Gente felice], Potsdam, Gustav Kiepenheuer Verlag, 1931.
- (DE) Der Scharlatan [Il ciarlatano], Potsdam, Gustav Kiepenheuer Verlag, 1932.
- (DE) Der Gerechte [Il giusto], Amsterdam, Allert de Lange, 1934.
- (DE) Sieg der Dämonen. Ferdinand und Isabella [La sconfitta dei demoni (Ferdinando e Isabella)], 1936.. Successivamente, 2006, ISBN 3-85535-978-4.
- (DE) Ich, der König. König Philipp II. von Spanien [Io, il re (re Filippo II di Spagna)], 1938. Successivamente, Ullstein, Frankfurt am Main 1982, ISBN 3-548-37112-4.
- (DE) Die Kinder von Gernika [I ragazzi di Guernica], 1939. Successivamente, Ullstein, Frankfurt am Main 1981, ISBN 3-548-37103-5.
- (DE) Die Zwillinge von Nürnberg [I gemelli di Norimberga], 1947. Successivamente, 2004, ISBN 3-921590-00-0.
- (DE) Die fremden Götter [Gli dèi stranieri], 1949. Successivamente, Nimbus 2018, ISBN 978-3-03850-045-2
- (DE) Ein Sohn des Glücks [Un figlio della fortuna], 1955.
- (DE) Die Abenteuer eines Moralisten [Le avventure di un moralista], 1961. Successivamente, 2007, ISBN 3-85535-363-8
- (DE) Die Zeit der Narren [Il tempo dei buffoni], 1966.
- (DE) Ein Mann von sechzig Jahren [Un uomo di 60 anni], 1972. Successivamente, 1972, ISBN 3-423-01057-6.

### Raccolte di racconti
- (DE) Vergebliche Flucht und andere Novellen [Fuga inutile e altre novelle], 1949.
- (DE) Die 30 Erzählungen von Hermann Kesten [I trenta racconti di Hermann Kesten], 1962.
- (DE) Dialog der Liebe [Dialogo d'amore], 1981.
- (DE) Der Freund im Schrank [L'amico nell'armadio], 1983.

### Biografie e saggi
- (DE) Copernicus und seine Welt [Copernico e il suo mondo], 1948. edizione tascabile anno 1973, ISBN 3-423-00879-2
- (DE) Casanova, München, K. Desch, 1952.
- (DE) Meine Freunde die Poeten [I miei amici, il poeta], 1953. anno 2006, ISBN 3-85535-977-6.
- (DE) Der Geist der Unruhe [Lo spirito di rivolta], 1959.
- (DE) Dichter im Café [Poeta al caffè], 1959. anno 2014, ISBN 978-3-86913-429-1.
- (DE) Filialen des Parnaß [Rami di Parnaso], 1961.
- (DE) Lauter Literaten [Molti letterati], 1963.
- (DE) Die Lust am Leben. Boccaccio, Aretino, Casanova [L'amore per la vita. Boccaccio, Aretino, Casanova], 1968.
- (DE) Ein Optimist [Un Ottimista], 1970.
- (DE) Hymne für Holland [Inno per l'Olanda], 1970.
- (DE) Revolutionäre mit Geduld [Rivoluzionari con pazienza], 1973.

### Poesia
- (DE) Ich bin, der ich bin. Verse eines Zeitgenossen [Io sono chi sono. Versi di un contemporaneo], 1974.
- (DE) Ein Jahr in New York [Un anno a New York].

### Saggi
- (DE) Fünf Jahre nach unserer Abreise [Cinque anni del nostro esilio], in Das neue Tagebuch [Il nuovo diario], Paris, De Gruyter, 1938.
- (DE) Wir Nürnberger. Erste Nürnberger Rede [Noi di Norimberga. Primo discorso di Norimberga], 1961.
- (DE) Zwanzig Jahre danach. Zweite Nürnberger Rede [Vent'anni dopo. Secondo discorso di Norimberga], 1965.

### Teatro
- (DE) Bourgeois bleibt Bourgeois, 1928.[22]
- (DE) Maud liebt beide [Maud ovverosia l'amore], 1928.
- (DE) Admet [Admeto], 1928.
- (DE) Babel oder Der Weg zur Macht [Babele o La strada per il potere], 1929.
- (DE) Wohnungsnot oder Die Heilige Familie [Scarsità di alloggi o La Sacra Famiglia], 1930.
- (DE) Einer sagt die Wahrheit [Si dice la verità], 1930.
- (DE) Hermann Kesten e Ernst Toller, Wunder in Amerika [Miracoli in America], 1931.

### Traduzioni in italiano
- Gente felice [Glückliche Menschen], traduzione di Umberto Barbaro, Lanciano, Carabba, 1933.
- Il ciarlatano [Der Scharlatan], traduzione di Umberto Barbaro, Prefazione di Gian Dàuli, Milano, Corbaccio, 1934.
- Gente felice [Glückliche Menschen], traduzione di Umberto Barbaro, Milano; Roma, Bompiani, 1953.
- Casanova [Casanova], traduzione di Alberto Bargelesi, illustrazioni di Fulvio Bianconi, Milano, Garzanti, 1953.
- I ragazzi di Guernica [Die Kinder von Gernika], collana Collezione La piramide ; 13, traduzione di Ervino Pocar, Introduzione di Thomas Mann, Milano, Martello, 1954.
- Un Figlio della fortuna [Ein Sohn des Glucks], collana Collezione Medusa ; 395, traduzione di Amina Pandolfi, Milano-Verona, A. Mondadori, 1957.
- Copernico e il suo mondo [Copernicus und seine Welt], collana Collezione Le scie, traduzione di Giuseppe Bianchetti, Milano, Arnoldo Mondadori Editore, 1960.
- Poeti al caffè [Dichter im Cafe], collana Collezione Pantheon ; 5, traduzione di Alfredo Foelkel, Milano, Bompiani, 1961.
- Il tempo dei buffoni [Die Zeit der Narren], collana Collezione Le stagioni della narrativa contemporanea ; 3, traduzione di Lydia Magliano, Milano, U. Mursia, 1968.
- I ragazzi di Guernica [Die Kinder von Gernika], collana Collezione Narratori Giunti ; 13, traduzione di Ervino Pocar, Introduzione di Thomas Mann; Postfazione di Italo Alighiero Chiusano, Firenze, Giunti, 1993, ISBN 88-09-20335-6.

## Premio letterario Hermann Kesten
Il premio letterario Hermann Kesten viene assegnato annualmente dal PEN International a Berlino per onorarne la memoria ed incoraggiare scrittori ed editori operanti in contesti ove la libertà di parola ed informazione è fortemente limitata.